# Charmants Garçons
Pour plus de détails, voir Fiche technique et Distribution.
Charmants Garçons est un film français réalisé par Henri Decoin en 1957.

## Synopsis
Lulu Natier est une chanteuse et danseuse talentueuse mais ne se fait plus d'illusions sur les hommes. Elle découvre que son dernier amant est déjà marié sans aucune intention de divorcer. Edmond Petersen joue sur son compte en banque. Reste son agent artistique Charles, mais il ne semble pas attiré par les femmes. Toutefois, elle rencontre un talentueux cambrioleur, Alain Cartier…

## Fiche technique
- Titre original : Charmants Garçons
- Réalisateurs : Henri Decoin, assisté de Michel Deville, Edmond Agabra et Philippe de Broca (stagiaire)
- Scénaristes : Charles Spaak, Dominique Fabre et Étienne Périer
- Directeur artistique : Robert Clavel
- Décors : Robert Clavel
  - Décors des ballets : José Clave-Basarte
- Photographie : Pierre Montazel et Robert Foucard
- Son : Marcel Corvaisier, Jacques Gérardot
- Monteur : Claude Durand
- Chorégraphie des ballets « Qu'on est bien » et « La Gambille » : Roland Petit[1]
- Musique : Georges Van Parys[1]
  - Auteur des chansons originales : Guy Béart par Michel Legrand et son orchestre.
- Sociétés de production : Les Productions Jacques Roitfel, Sirius Films
- Pays :  France
- Format : Couleur  - 35 mm  - Son mono
- Genre : Comédie, musique
- Durée : 105 minutes
- Sortie en salle : 
  - France : 11 décembre 1957
- Affiche : Guy-Gérard Noël (France)

## Distribution
- Zizi Jeanmaire : Lulu Natier
- Daniel Gélin : Alain Cartier
- Henri Vidal : Kid Chavanne, le boxeur,
- François Périer : Robert
- Gert Fröbe (VF : Georges Aminel) : Edmond Petersen
- Jacques Dacqmine : Charles, impresario
- Gil Vidal : Max, le gigolo
- Renaud Mary : Henri
- Marie Daëms : Germaine
- Madeleine Lambert : Mme Micoulin
- Madeleine Suffel : Alice, l'habilleuse
- Jean-Pierre Marielle : le chef de la réception à l'hôtel de Deauville
- Jacques Berthier : André Noblet
- Yves Barsacq : le détective de l'hôtel
- Jacques Morlaine : un inspecteur
- Albert Médina : le client du palace
- Jean Lara : le célibataire
- Pierre Mirat : le brigadier
- Maurice Biraud : la voix du récitant